# Neighbors
| Оценки критиков | Оценки критиков |
| Источник        | Оценка          |
| --------------- | --------------- |
| Sputnikmusic    | [ 1 ]           |
| Punknews.org    | [ 2 ]           |

Neighbors (произн. ʹнэйбэс; с англ. соседи)  — мини-альбом американской инди-рок группы Now, Now изданный 7 сентября 2010 года. Изначально EP выпустился без поддержки лейбла, но 7 декабря Neighbors был переиздан на No Sleep Records.

## История
Neighbors — первое издание Now, Now после того как 16 апреля 2010 года группа сменила название с «Now, Now Every Children» на «Now, Now». В это же время группа разорвала контракт с Afternoon Records. 7 сентября 2010 года группа лишь на 24 часа открыла продажу EP в цифровом формате. Все 140 физический копий альбома были проданы за 8 минут. 7 декабря мини-альбом был переиздан с помощью лейбла No Sleep Records и продажи возобновились.
3 мая 2011 года, Now, Now выпустили сборник «Neighbors: The Remixes».

## Список композиций
| №                   | Название               | Длительность |
| ------------------- | ---------------------- | ------------ |
| 1.                  | «Rebuild»              | 1:24         |
| 2.                  | «Giants»               | 3:53         |
| 3.                  | «Roommates»            | 3:03         |
| 4.                  | «Jesus Camp»           | 2:28         |
| 5.                  | «Neighbors»            | 2:57         |
| 6.                  | «Giants» (Acoustic)    | 3:57         |
| 7.                  | «Neighbors» (Acoustic) | 3:00         |
| Общая длительность: | Общая длительность:    | 20:42        |

## Участники записи
- Кейси Деледжер - вокал, гитара, клавишные
- Брэдли Хейл - ударные, бэк-вокал
- Джесс Эбботт - гитара, вокал